# Spanair

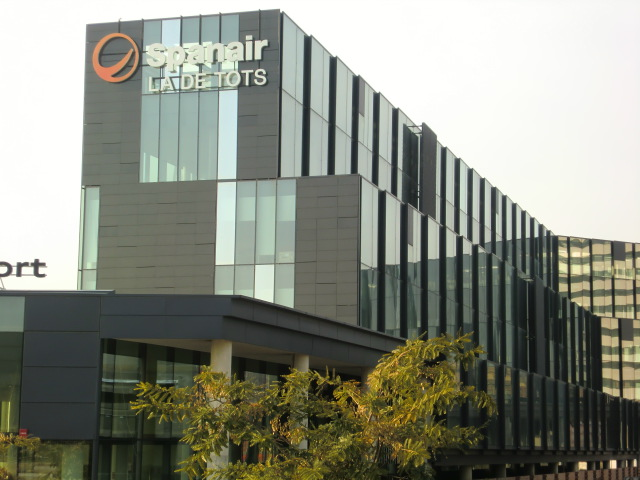
Seu de Spanair a l'Hospitalet de Llobregat, Catalunya.

Spanair era una aerolínia catalana fundada el 1986, inoperativa des del 28 de gener de 2012. Des de la compra, el 30 de gener de 2009 per part de la societat "Iniciatives Empresarials Aeronàutiques SA" (IEASA), participada per institucions i empresaris catalans, del 80,1% del seu accionariat, fins aleshores en mans de Scandinavian Airlines, que conservà el 19,9% de l'aerolínia. Des del 14 de setembre del 2009 tenia la seu central a l'edifici Spanair de l'Hospitalet de Llobregat, al Baix Llobregat.
Spanair era membre de Star Alliance i oferia, des del seu "hub" a l'Aeroport Internacional de Barcelona vols regulars a l'interior d'Espanya i Europa, amb una extensió a l'Àfrica Occidental i vols xàrter arreu del món per a operadors turístics.
Després d'haver d'afrontar una situació econòmica crítica, el vespre del 27 de gener de 2012 la companyia va suspendre tots els vols indefinidament i va tancar l'empresa. La fi de les operacions s'esdevingué després de la retirada de Qatar Airways de les negociacions per invertir-hi 150 milions d'euros i a la possibilitat que la Generalitat de Catalunya li retirés les subvencions. En el moment del tancament, Spanair comptava amb prop de 2.000 treballadors i una flota de 36 avions.
El 12 de novembre de 2012, el responsable executiu de Qatar Airways, Akbar al-Baker, va admetre que la seva companyia no va continuar les negociacions per comprar Spanair a conseqüència d'amenaces de la Unió Europea, segons les quals s'afirmava que hauria de retornar les subvencions rebudes per la companyia.

## Història

### Fundació
Spanair SA fou fundada el desembre de 1986 per Scandinavian Airlines (SAS) i Teinver (societat d'inversions de Gonzalo Pascual i Gerardo Díaz Ferrán) com a subsidiària de la companyia nord-europea. Tanmateix, les operacions de vol no van començar fins al març de 1988. Inicialment operava exclusivament com a companyia xàrter transportant passatgers d'Espanya principalment a les illes Balears i a les illes Canàries, però també a la resta d'Europa.

### Vols regulars

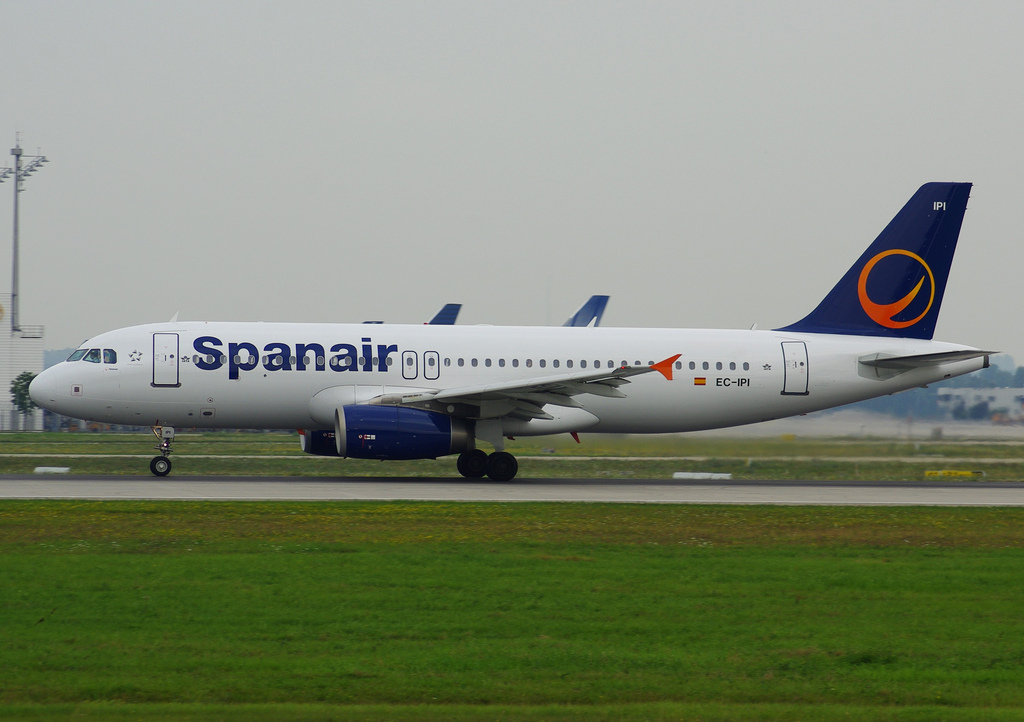
Un Airbus A320-200 amb els nous colors de Spanair

L'any 1991 van començar els vols de llarg recorregut als Estats Units, Mèxic i la República Dominicana. Però va ser realment l'any 1994 el que va tenir una vital importància en la història de Spanair. En aquest any, va finir el monopoli del grup Iberia en el mercat de vols regulars domèstics espanyol (fins aleshores Aviaco, Binter Canarias, Binter Mediterráneo i la mateixa Iberia eren les úniques companyies que podien operar vols regulars a la península i als arxipèlags) i la companyia va començar a operar en les seves pròpies rutes nacionals. En aquest procés es van crear el servei d'assistència en terra (handling), que es convertiria en Newco, i la companyia de venda de bitllets Fuerza de Ventas.
L'any 1997 va produir-se un segon gran avanç en implantar-se una sèrie de vols regulars intercontinentals des de Madrid, amb l'Aeroport Internacional Washington-Dulles com a primera destinació. A mesura que s'adquirien nous avions s'hi van afegir altres destinacions, com ara São Paulo, Rio de Janeiro, Buenos Aires i l'Havana. En aquest període, Spanair comptava amb tres Boeing 767-300 a la flota, dos de propietat de la companyia i l'altre llogat a l'austríaca Lauda Air.
L'any 1999, i després d'un procés d'estudi en què es van considerar diverses possibilitats, es va firmar un acord amb Airbus per renovar la flota de McDonnell Douglas MD-80 amb avions de la família Airbus A320.

### Després de l'11-S
Com a conseqüència dels atemptats de l'11-S de Nova York i la posterior crisi de les línies aèries, Spanair va cancel·lar els seus vols intercontinentals i es va desfer dels Boeing 767 i oferia les rutes amb vols amb codi compartit.

### Star Alliance
L'1 de maig del 2003 Spanair va entrar a formar part de Star Alliance, l'aliança de companyies aèries més important del món, amb una àmplia oferta de vols regulars a Espanya i també diverses destinacions a Europa i Àfrica, amb l'objectiu d'atraure el viatger de negocis.
Tanmateix, l'oferta de vols nacionals es va veure afectada per la implantació del servei ferroviari d'alta velocitat AVE entre Madrid i ciutats com Barcelona o Màlaga.

### Accident aeri
El 20 d'agost del 2008, a les 14:24, un avió McDonnell Douglas MD-82 matrícula EC-HFP "Sunbreeze" del vol 5022 de Spanair es va estavellar amb 166 passatgers i 6 tripulants a l'aeroport de Madrid-Barajas. L'aparell feia la ruta regular cap a Las Palmas de Gran Canaria i, a l'hora d'assolir la velocitat de rotació, l'avió s'enlairà amb els flaps plegats, va caure cap a una de les pistes adjacents a la Terminal 4 de l'aeroport, es migpartí en dos trossos i s'incendià. En l'operació de rescat hi van intervenir aproximadament 230 sanitaris, 170 policies, 70 bombers i unes 45 ambulàncies. Es van muntar quatre hospitals de campanya en el lloc i es van derivar els ferits als Hospital Universitario La Paz i al Hospital Universitari 12 d'Octubre. Hi van morir 154 persones, la darrera després de 3 dies de l'accident, restant únicament 18 supervivents.
Segons els mitjans, l'avió, que havia pertangut abans a una companyia sud-coreana, ja va sortir amb retard per problemes tècnics. L'aparell tenia 15 anys d'antiguitat, va volar per primera vegada el 1993 amb la companyia Korean Air i Spanair l'havia comprat el 1999.
Fins al 9 d'octubre posterior ni hi va haver cap explicació oficial de l'accident, a càrrec de Magdalena Álvarez, més enllà de declaracions preliminars dels funcionaris del govern. Hi va haver molt interès amb un sensor de temperatura de l'aire perquè era defectuós i que el pilot va fer revisar abans d'enlairar-se. Els mecànics simplement el van desactivar perquè no era imprescindible pel vol i es va indicar que aquest procediment era acceptat per les companyies. Tanmateix no és clar la seva incidència ens els instruments de vol durant l'enlairament d'un avió. L'informe final de l'estudi de l'accident va demostrar que la causa fonamental fou que els pilots van realitzar la maniobra d'enlairament sense haver activat els flaps i els slats de l'avió, i a més, no van ser conscients de l'error què l'alarma de configuració no va funcionar.
Arrel de l'informe preliminar de la Comisión de Investigación de Aviación Civil, el magistrat encarregat de les diligències de l'accident va establir una creació d'una comissió d'investigació judicial independent de la constituïda pel Ministeri de Foment, formada per pilots, enginyers i mecànics.
El jutge va imputar d'homicidi el cap de manteniment de Spanair, el mecànic de manteniment de Spanair que van revisar l'avió abans del vol, el cap de torn a Madrid de Spanair, el responsable de manteniment en línia de Spanair, i el director de qualitat de Spanair. El motiu de la imputació fou perquè l'avió no es podia enlairar perquè havien retret els flaps i els slats i van oblidar connectar-los i comprovar-los sense que els pilots ho sapiguessin. Addicionalment, l'alarma d'advertència tampoc va funcionar i ni tripulació ni tècnics se n'havia adonat. El 13 de desembre de 2011 es van absoldre i cap de manteniment, el responsable de manteniment i el director de qualitat, mentre que els altres dos van ser processats per homicidi imprudent. Finalment, ambdós van ser absolts el 19 de setembre de 2012.

### Etapa catalana
El grup Scandinavian Airlines posseïa el 94% de Spanair i, en un comunicat de premsa, el 13 de juny del 2007 va anunciar que vendria les seves accions en la companyia. El procés es va aturar el 19 de juny del 2008, però una oferta del 20 de gener de 2009 procedent d'un grup inversor català va ser acceptada i Scandinavian Airlines esdevé un soci minoritari.
El 31 de març del 2009 es va completar la venda de la companyia als nous propietaris i es constituí el consell d'administració amb Ferran Soriano com a president, Benny Zakrisson (Scandinavian Airlines) com a vicepresident i Rafael Suñol, Maria Reig, Carles Tusquets (Catalana d'Iniciatives), Joan Gaspart, Jordi Clos, Jordi Mestre (Turisme de Barcelona), Agustí Cordón (Fira de Barcelona), Lars Lindgren (Scandinavian Airlines), Jordi Bagó, Miquel Martí i Josep Mateu (Volcat 2009) com a consellers. Soriano, Zakrisson, Suñol, Mateu i Gaspart integren la comissió executiva.
A partir del canvi de mans, aquesta empresa va encetar un procés de sanejament econòmic i un canvi d'imatge desenvolupat a partir d'un programa de cocreació, mitjançant el seu web. Un exemple és la participació oberta al públic per trobar una nova imatge corporativa, que proclamà un guanyador el 13 de maig del mateix any.
El 17 de juny del 2009, ja amb el nou logotip, Spanair feu el vol d'inauguració de la Terminal 1 de l'Aeroport de Barcelona - el Prat. El primer dia d'operacions des de la nova terminal va concloure per a Spanair sense incidències importants i bona puntualitat. Paral·lelament es manifesten a la seu de Palma molts dels seus treballadors davant la manca d'informació sobre el seu possible trasllat a Barcelona, nova seu de l'empresa. El personal administratiu i gran part de l'equip gestor, molts amb una àmplia experiència, temen pels seus de treball.

## Flota
El 18 de novembre del 2010, la flota de Spanair estava formada pels següents aparells:
L'aerolínia va anunciar el 19 d'agost del 2009 la intenció de reemplaçar 11 jets McDonnell Douglas de la seva flota amb avions Airbus nous el 2010.

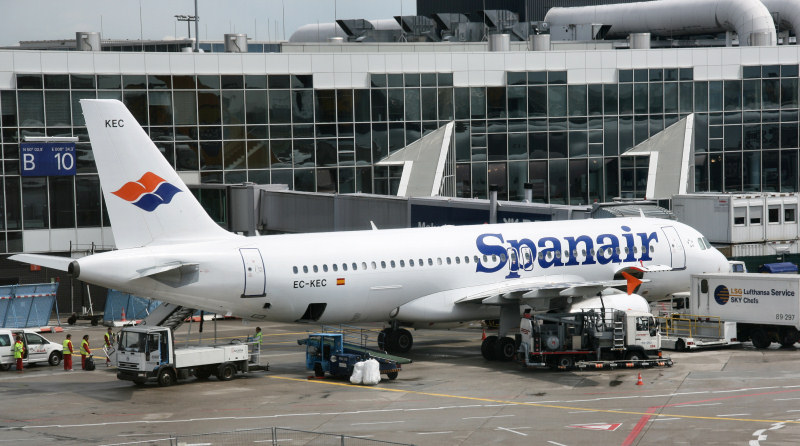
Un Airbus A320 de Spanair a l'aeroport internacional de Frankfurt, Alemanya. (2007)
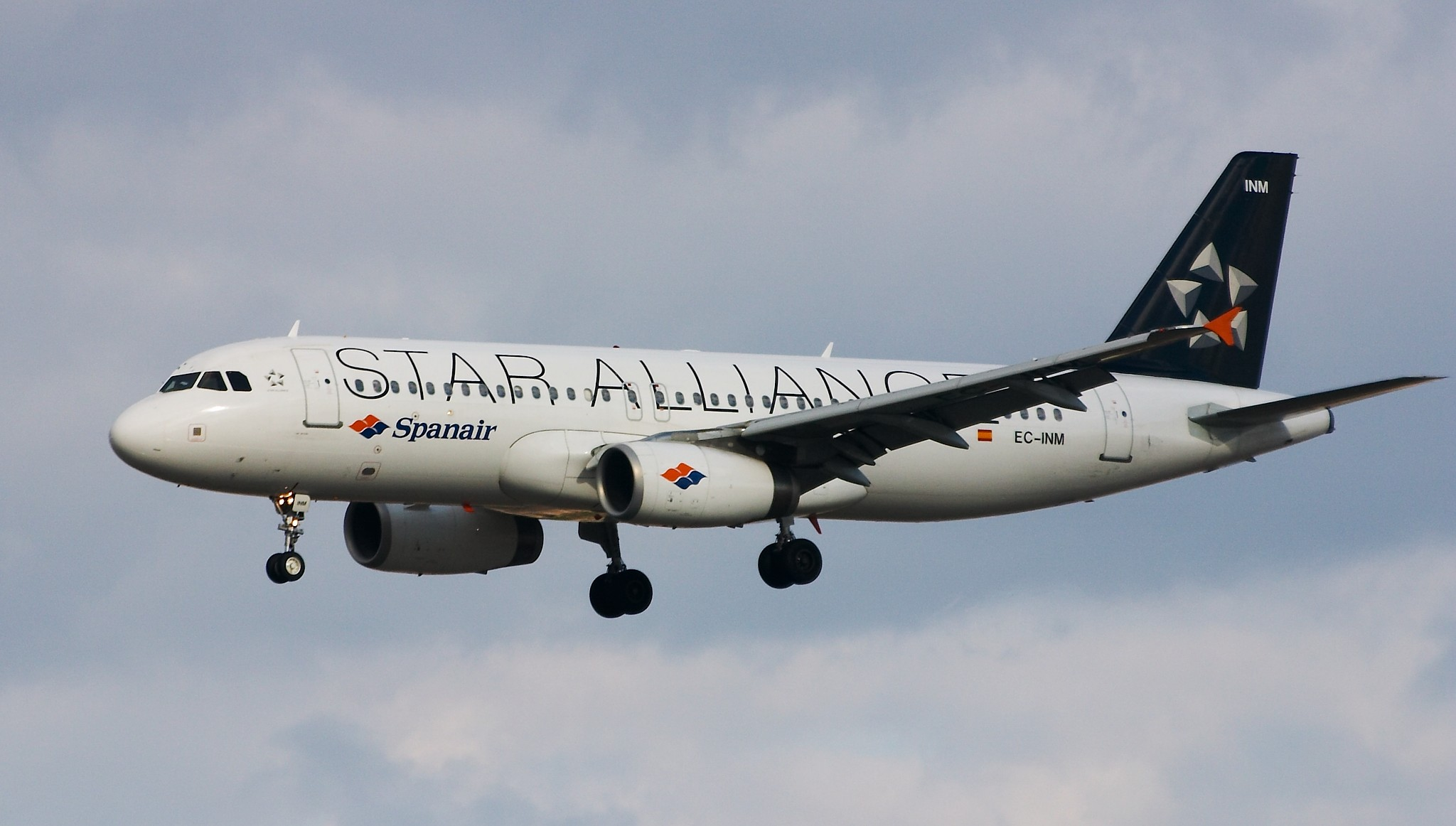
Un Airbus A320 de Spanair amb els colors de Star Alliance aterrant a l'Aeroport de Barajas, Madrid. (2005)
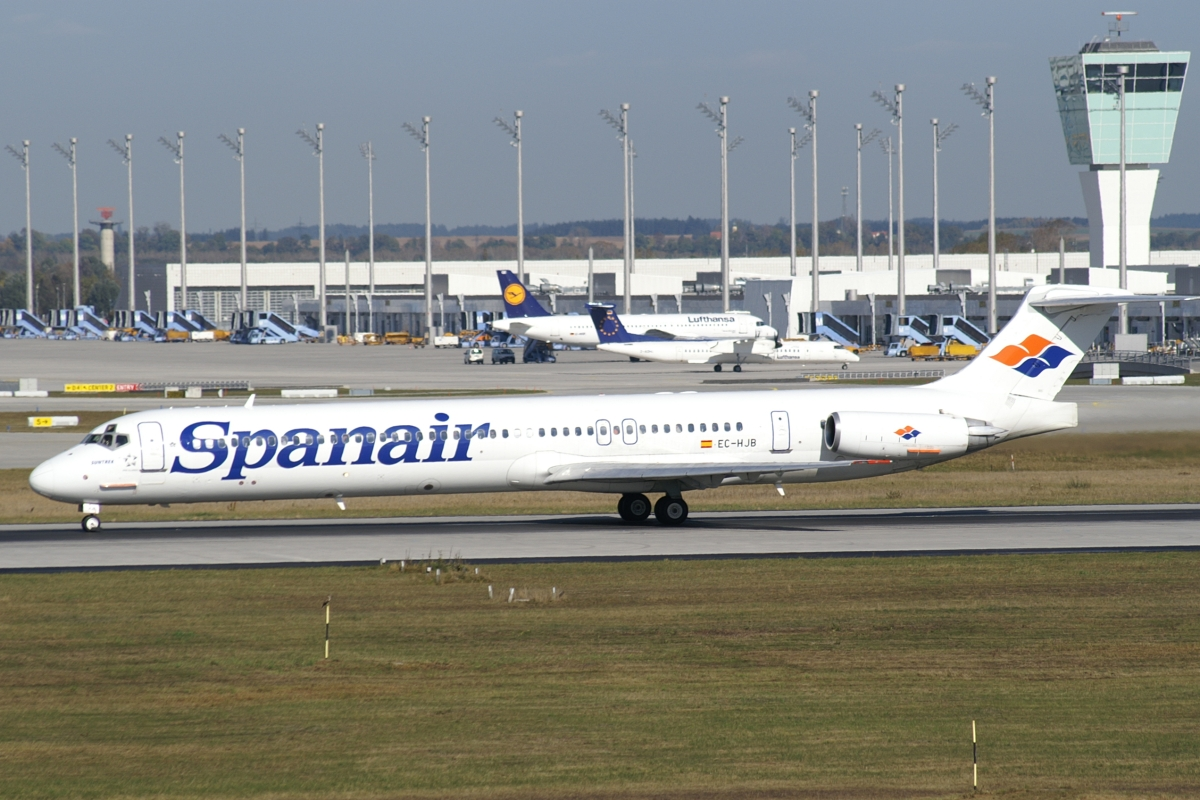
Un MD-82 de Spanair aterrant a l'aeroport de Múnic, Alemanya. (2006)
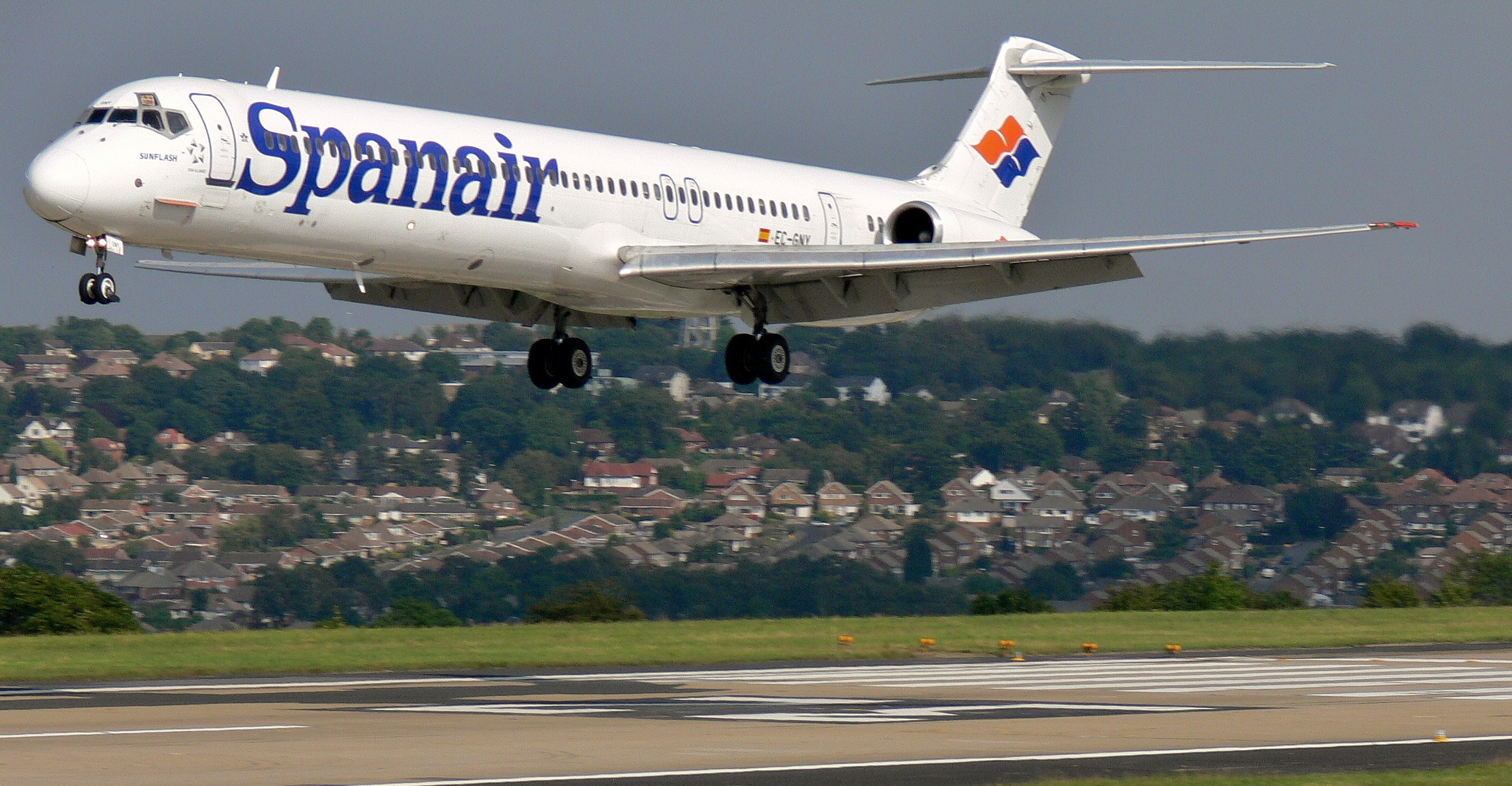
Un MD-83 de Spanair aterrant a l'aeroport de Leeds Bradford, Anglaterra. (2008)
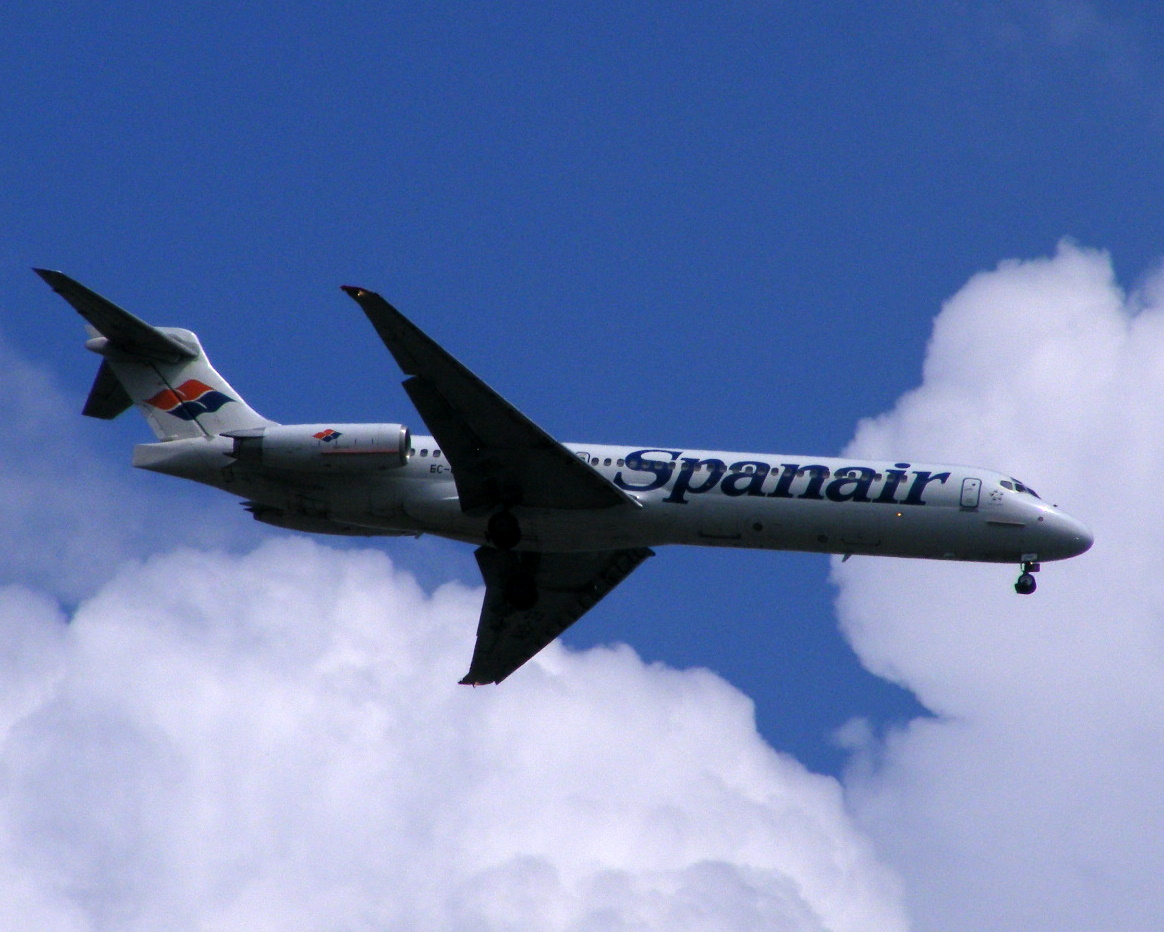
Un MD-87 de Spanair aterrant a l'Aeroport Internacional de Viena, Austria. (2008)

## Acords de Codis Compartits
El gener de 2011, Spanair mantenia acords de codis compartits amb les següents aerolínies:
- Air Canada (SA)
- AirBaltic (SA Regional)
- Air Europa
- Austrian Airlines
- Blue 1
- BMI British Midland (SA)
- Brussels Airlines (SA)
- Continental Airlines (SA) (Abril 2010)
- Estonian Air (SA Regional)
- Egyptair (SA)
- Lufthansa (SA)
- LOT Polish Airlines (SA)
- Scandinavian Airlines (SAS)
- Singapore Airlines (SA)
- Swiss (SA)
- TAP Portugal (SA)
- Thai Airways International (SA)
- Turkish Airlines (SA)
- US Airways (SA)